# Hallowell
Hallowell – miasto w Stanach Zjednoczonych, w stanie Maine, w hrabstwie Kennebec.